# Amorphophallus luzoniensis
Amorphophallus luzoniensis är en kallaväxtart som beskrevs av Elmer Drew Merrill. Amorphophallus luzoniensis ingår i släktet Amorphophallus och familjen kallaväxter. Inga underarter finns listade.